# Selaginella sespillifolia
Selaginella sespillifolia är en mosslummerväxtart som beskrevs av Garth Brownlie.
Selaginella sespillifolia ingår i släktet mosslumrar och familjen mosslummerväxter. Inga underarter finns listade i Catalogue of Life.